# Bandeira de Viçosa do Ceará
A bandeira de Viçosa do Ceará é um dos símbolos oficiais de Viçosa do Ceará, município do estado brasileiro do Ceará.
Foi idealizada por Manoel José da Rocha Neto em 1983, na gestão do Prefeito Francisco Haroldo de Vasconcelos.

## Descrição
Seu desenho consiste em um retângulo com proporção largura-comprimento de 7:10 dividido e três faixas verticais de mesma largura nas cores verde, branco e verde. No centro da faixa branca está o Brasão Municipal.[carece de fontes?]

## Simbolismo
Isoladamente cada cor tem um significado:
- O verde simboliza as matas que circundam a cidade e que foram a origem do nome Viçosa;
- O branco simboliza o eterno sonho da paz e também a neblina que nas frias noites de inverno cobre a região ibiapabana, e sobre o qual se encontra o escudo municipal, que tem como apoio dois ramos de café.

O escudo apresenta uma cruz latina ao centro, que simboliza a tradição cristã do povoamento, tendo sido a aldeia da Ibiapaba fundada pelos jesuítas no século XVII. As seis estrelas à esquerda inferior do escudo representam os distritos municipais: Quatiguaba, Lambedouro, Padre Vieira General Tibúrcio, Manhoso e Passagem da Onça. Abaixo, um listel com a inscrição Viçosa do Ceará, nome adquirido após a emancipação do município, na década de 1940. Sobre o escudo, uma faixa com a sigla VVRA, que significa Vila Viçosa Real da América, nome histórico do povoamento.